# 持丸修一
持丸 修一（もちまる しゅういち、1948年4月17日 ‐ ）は、日本の高校野球指導者。茨城県北相馬郡藤代町（現在の取手市）出身。4校を甲子園大会に導いている。

## 来歴
藤代中学校時代には木内幸男に指導を受けたこともある。中学校卒業後、茨城県立竜ヶ崎第一高等学校に進学した。
1966年、3年生の時に第48回全国高等学校野球選手権大会に6番・二塁手として出場したが、2回戦で敗退した。1回戦の興南高等学校戦で2安打を記録している。國學院大學に進学後、新聞記者を目指していたが、4年の時に母校のコーチをし始め、卒業と同時に母校に赴任し、そのまま日本史の教員となった。1975年秋に27歳で監督に就任した。
就任16年目の1990年夏、第72回全国高等学校野球選手権大会に出場した。初めて甲子園に導き、正津英志がエースの福井県立大野高等学校相手に勝利も記録した。翌年の第73回全国高等学校野球選手権大会にも出場し、初戦に勝利した。次戦で松井秀喜が在籍した星稜高等学校に敗退している。
1996年に人事異動で茨城県立藤代高等学校に転任した。4人のプロ選手を育成し、2001年には第73回選抜高等学校野球大会に同校を初出場させ、初戦で勝利した。2003年の第75回選抜高等学校野球大会にも出場したが、教員専任になることを断り、大会終了後に藤代高校を退職した。同年9月に木内幸男の後任として常総学院高等学校野球部監督に就任した。しかし、竜ヶ崎一、藤代では甲子園で4度の初戦全てに勝利したが、常総学院では出場した3大会全てで初戦敗退を喫し、2007年8月14日に辞任し、同年11月2日に12月1日付で専修大学松戸高等学校の監督に就任することが発表された。
監督就任当時の専修大学松戸高等学校は甲子園未出場であり、私立校ながら寮がないため通学圏内に住む地元の生徒で形成したチームで、公式戦1勝から目標を定めて指導を進め、2015年の第97回全国高等学校野球選手権大会で同校を甲子園に初出場させた。4校を甲子園出場に導いたのは蒲原弘幸以来となる。2021年の第103回全国高等学校野球選手権大会では明豊高校戦で同校を甲子園初勝利に導き、甲子園で3校以上勝利を導いたのは、こちらも蒲原弘幸以来、戦後4人目となった。

## 指導した選手
- 野口祥順
- 鈴木健之
- 井坂亮平
- 美馬学
- 小池翔大
- 清原大貴
- 飯田大祐
- 上沢直之
- 高橋礼
- 原嵩
- 渡邉大樹
- 横山陸人
- 深沢鳳介

プロ野球選手となった教え子には投手が多く、自身の73歳の誕生日でもある2021年4月17日、パ・リーグの勝利投手となった美馬学（ロッテ）、上沢直之（日ハム）、高橋礼（ソフトバンク）の3人全員が教え子であった。